# Нижне-Тагильский уезд

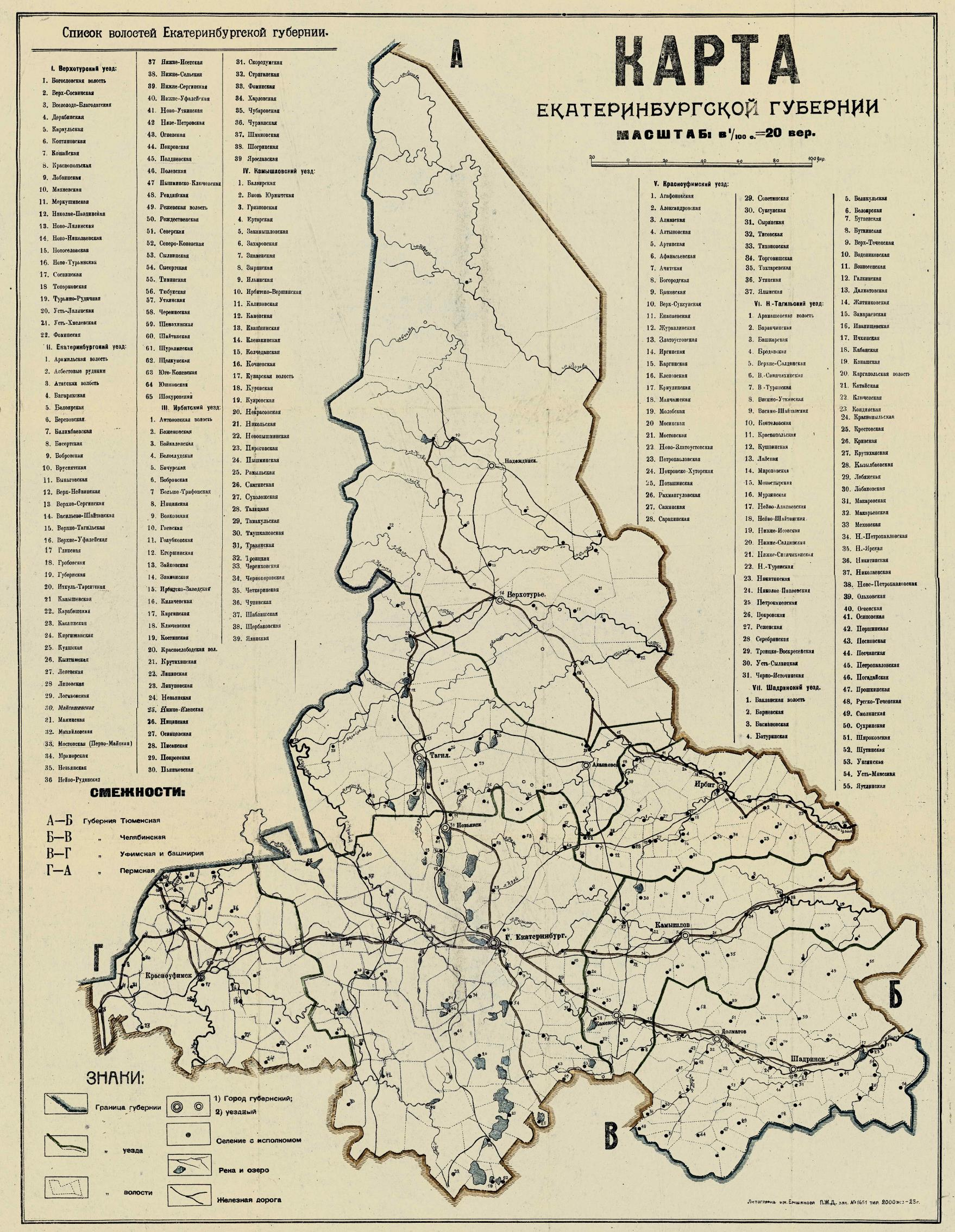
Нижне-Тагильский уезд в составе Екатеринбургской губернии

Нижне-Тагильский уезд — административно-территориальная единица Екатеринбургской губернии, существовавшая в 1920—1923 годах.
Нижне-Тагильский уезд уезд был образован постановлением Екатеринбургского губисполкома от 8 апреля 1920 года из части территории (21 волость) Верхотурского уезда.
6 июля 1922 года создание уезда было подтверждено постановлением ВЦИК. Одновременно к Нижне-Тагильскому уезду была присоединена часть упразднённого Алапаевского уезда — 10 волостей и город Алапаевск.
К началу 1923 года в состав Нижне-Тагильского уезда входила 31 волость: Арамашевская, Баранчинская, Башкирская, Бродовская, Верхне-Салдинская, Верхне-Синячихинская, Верхне-Туринская, Висимо-Уткинская, Висимо-Шайтанская, Коптеловская, Краснопольская, Кушвинская, Лайская, Мироновская, Монастырская, Мурзянская, Нейво-Алапаевская, Нейво-Шайтанская, Нижне-Исовская, Нижне-Салдинская, Нижне-Синячихинская, Нижне-Туринская, Никитинская, Николае-Павловская, Петрокаменская, Покровская, Режевская, Серебрянская, Троицко-Воскресенская, Усть-Сылвинская и Черноисточинская.
3 ноября 1923 года Нижне-Тагильский уезд был упразднён, а его территория вошла в состав новой Уральской области.